# لوتار هوبر
لوتار هوبر (انگلیسی: Lothar Huber؛ زادهٔ ۵ مهٔ ۱۹۵۲) بازیکن فوتبال اهل آلمان است.
از باشگاه‌هایی که در آن بازی کرده‌است می‌توان به باشگاه فوتبال کایزرسلاوترن و باشگاه فوتبال بروسیا دورتموند اشاره کرد.